# Museo Regional de Arqueología de Tiwanaku
El Museo Regional de Arqueología de Tiwanaku es una institución cultural de Bolivia, ubicada en el municipio de Tiahuanaco de la provincia de Ingavi en el departamento de La Paz, cercano al complejo arqueológico de Tiahuanaco.

## Características
El edificio del museo fue diseñado por el arquitecto Carlos Villagómez tomando elementos de la arquitectura de la cultura Tiahuanacu, como la existencia de un patio central escalonado.
El museo se encuentra muy cerca de la población homónima y a poca distancia del complejo arqueológico.

## Colección
Conserva numerosas piezas arqueológicas funerarias, piezas cerámicas y esculturas en piedra. Una de las figuras más importantes que se hallan en el museo es la estela Bennett.